# Baifa Monu Zhuan Zhi Mingyue Tianguo
Baifa Monu Zhuan Zhi Mingyue Tianguo (xinès simplificat: 白发魔女传之明月天国, pinyin: Báifā Mónǚ Zhuán zhī Míngyuè Tiānguó, literalment 'La bruixa del cabell blanc del regne celestial de la lluna') és una pel·lícula xinesa de fantasia i wuxia en 3D vagament basada en la novel·la de Liang Yusheng Baifa Monü Zhuan. Dirigida per Jacob Cheung i produïda per Bona Film Group, a la pel·lícula hi actua Fan Bingbing com el personatge titular, junt Huang Xiaoming, Vincent Zhao i altres entre el repartiment dels personatges secundaris. Originalment destinada a estrenar-se el 25 d'abril de 2014, la pel·lícula fou anunciada per més tard, l'1 d'agost de 2014, finalment estrenant-se el 31 de juliol de 2014.

## Producció
Fou produïda amb un pressupost de 100 milions de yuans. La filmació començà el novembre de 2012 i finalitzà en març de 2013. Durant la filmació, Huang Xiaoming tingué una caiguda de tres metres d'alçària després d'un accident amb un cable en la decoració i es fracturà dos dits del peu esquerre. Hagué de seure's en una cadira de rodes per unes setmanes, però tornà a rodar fins i tot quan encara havia de recuperar-se. El 2 d'abril de 2013, Huang i Fan Bingbing van atendre una conferència de premsa a Pequín per parlar sobre les seues experiències en el rodatge.

## Recepció

### Taquilla
La pel·lícula guanyà US$61.900.000 de dòlars americans en la Xina continental i un total de 64,2 milions de dòlars americans internacionalment.

### Crítics
La pel·lícula va rebre crítiques negatives per part de l'audiència. L'agregador de ressenyes Rotten Tomatoes informa d'un 0 d'aprovació per part dels crítics, amb una puntuació mitjana d'un 4,3/10, basat en 6 crítiques. The Hollywood Reporter digué, "és una vergonya que la primera pel·lícula de Cheung en set anys està finalment pesant-li per aquesta història irregular i feta amb presses acreditada a cinc guionistes, cadascun possiblement aportant les seues referències pròpies (que van dels drames històrics amb paràboles polítiques com el de l'últim any Life of Ming, fins als drames contemporanis com Infernal Affairs) i les seues perspectives sobre com fer connectar la pel·lícula amb una nova generació d'espectadors. L'intent d'aquest en reinventar aquesta història es troba incòmodament amb l'element central que no podia ser canviat — aquest és, el romanç amb problemes (i presentat de manera descuidada) que involucra al personatge titular."
En un lloc web de crítiques de pel·lícules xinès, Douban, la pel·lícula va ser puntuada amb un 3,8/10, basant-se en 51590 visitants. En Mtime.com, fou puntuada amb un 5,5 de 10, basant-se en 13137 visitants.